# Silver Dollar
Silver Dollar is een Amerikaanse biopic uit 1932 onder regie van Alfred E. Green. De film is gebaseerd op het gelijknamig boek uit 1932 van David Karsner en vertelt de opkomst en ondergang van de negentiende-eeuwse zakenman-politicus Horace Tabor. Destijds werd hij in Nederland uitgebracht onder de titel De zilveren dollar.

## Verhaal
De film begint in 1876. Yates Martin probeert tevergeefs zilver te vinden in Colorado; na enkele tegenslagen besluit hij op advies van zijn vrouw Sarah een winkel te runnen. Hij geeft zijn droom als zilverzoeker echter niet op en investeert stiekem in enkele goudzoekers. Wanneer een van hen uiteindelijk goud vindt, wordt Yates overnacht een van de rijkste mannen van de provincie. Yates kan zeer slecht met geld omgaan en geeft tot ergernis van zijn vrouw grote sommen geld uit. Hij blijft investeren in zilverzoekers en wordt alsmaar rijker. Niet veel later wordt hij ook verkozen als gouverneur van Colorado. Yates' vraatzucht wordt alsmaar groter. Hij ruilt zijn vrouw in voor zijn minnares, golddigger Lilly Owens, en stelt zich verkiesbaar als senator. Niet veel later volgt zijn ondergang.

## Rolverdeling
| Acteur               | Personage                   |
| -------------------- | --------------------------- |
| Edward G. Robinson   | Yates Martin                |
| Bebe Daniels         | Lily Owens Martin           |
| Aline MacMahon       | Sarah Martin                |
| DeWitt Jennings      | George                      |
| Robert Warwick       | Kolonel Stanton             |
| Russell Simpson      | Hamlin                      |
| Harry Holman         | Adams                       |
| Charles B. Middleton | Jenkins                     |
| Emmett Corrigan      | President Chester A. Arthur |
| Christian Rub        | Rische                      |
| Lee Kohlmar          | Hook                        |
| Wade Boteler         | Mike                        |